# Сосна гладколистная
Сосна́ гладколи́стная (лат. Pinus leiophylla) — вид вечнозелёных хвойных деревьев рода Сосна (Pinus) семейства Сосновые (Pinaceae), произрастающих в юго-западной части Северной Америки.

## Название
Видовой эпитет «leiophylla» состоит из двух частей: др.-греч. λεῖος, leîos — гладкий и др.-греч. φύλλον, phúllon — лист. Поэтому в целом «leiophylla» означает «гладколистная» (phylla — ж.р., phyllus — м.р., phyllum — ср.р.), а в случае хвойных растений — «гладкохвойная».

## Вариации
У вида имеется две вариации:
- Pinus leiophylla var. leiophylla Schltdl. & Cham., 1831
- Pinus leiophylla var. chihuahuana Shaw, 1909

## Распространение и экология

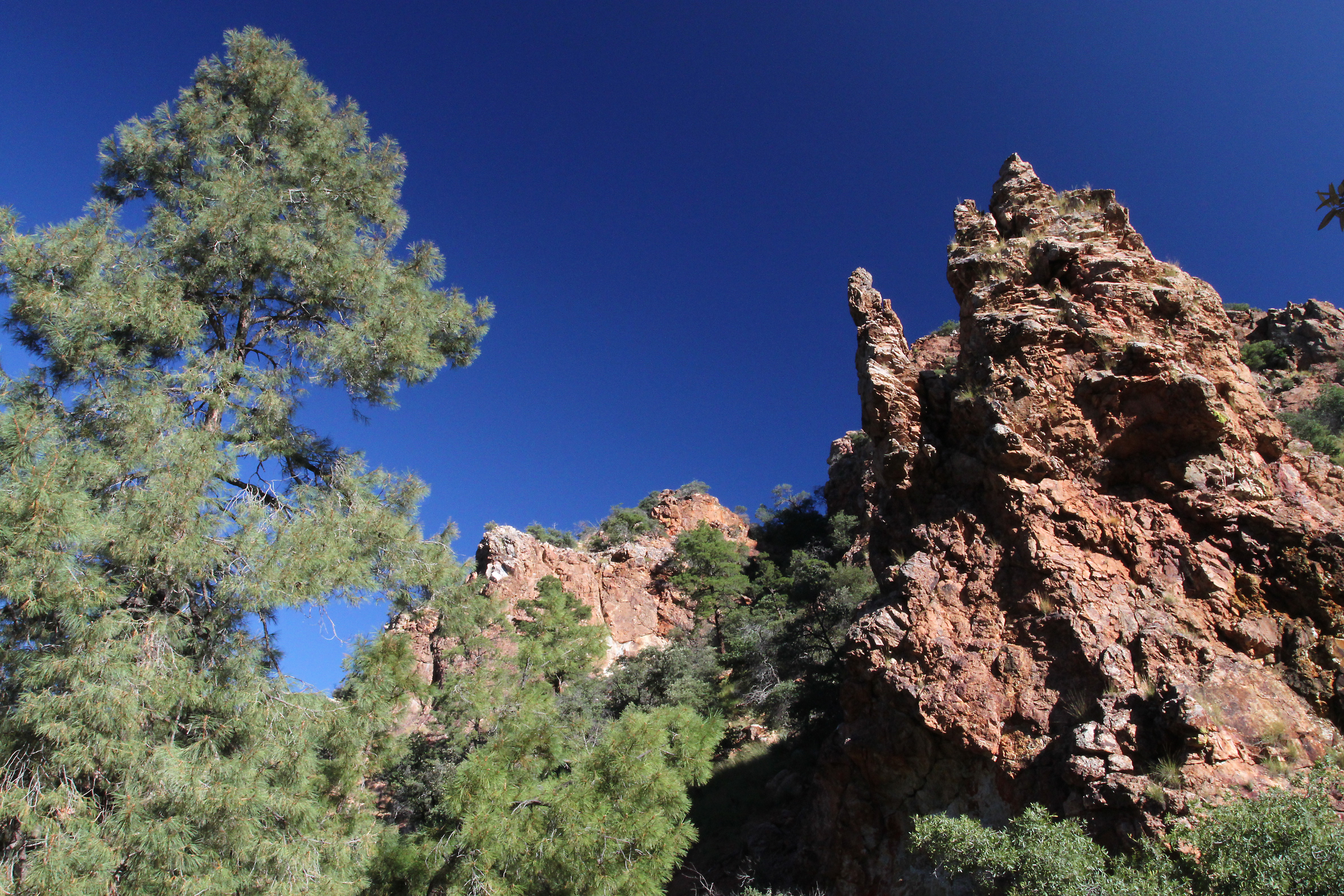
Дерево (слева) в естественной среде произрастания

Встречается в Мексике и в США. Мексиканский ареал простирается вдоль Западной Сьерра-Мадре и Южной Сьерра-Мадре от Чиуауа до Оахаки, от 29° до 17° северной широты, на высоте от 1600 до 3000 метров. В США произрастает в горах на юго-востоке Аризоны и на юго-западе Нью-Мексико.
Вариация «гладкохвойная» (Pinus leiophylla var. leiophylla) встречается только в Мексике, в основном в южной части ареала вида. Она более теплолюбива. Вариация «чихуахуанская» (Pinus leiophylla var. chihuahuana) встречается в северной и центральной части ареала вида.
Растёт в лесах, состоящих преимущественно из хвойных растений (сосен, можжевельников, кипарисов, пихт) и вечнозелёных дубов. Является местом обитания и кормёжки многих видов птиц, включая толстоклювых ар, муравьиных дятлов, пятнистых неясытей и многих видов мелких насекомоядных птиц.
Растению требуется от 600 до 1000 мм осадков в год, в основном с мая по октябрь, когда в естественной среде произрастания имеет место сезон дождей. Лучше всего растёт на глубоких, хорошо дренированных почвах вулканического происхождения, хотя в природе обычно встречается на мелких песчаных или глинисто-песчаных почвах с гравием и булыжниками. Зимой переносит заморозки до −5 °C (Pinus leiophylla var. leiophylla) или до −15 °C (Pinus leiophylla var. chihuahuana).

## Ботаническое описание

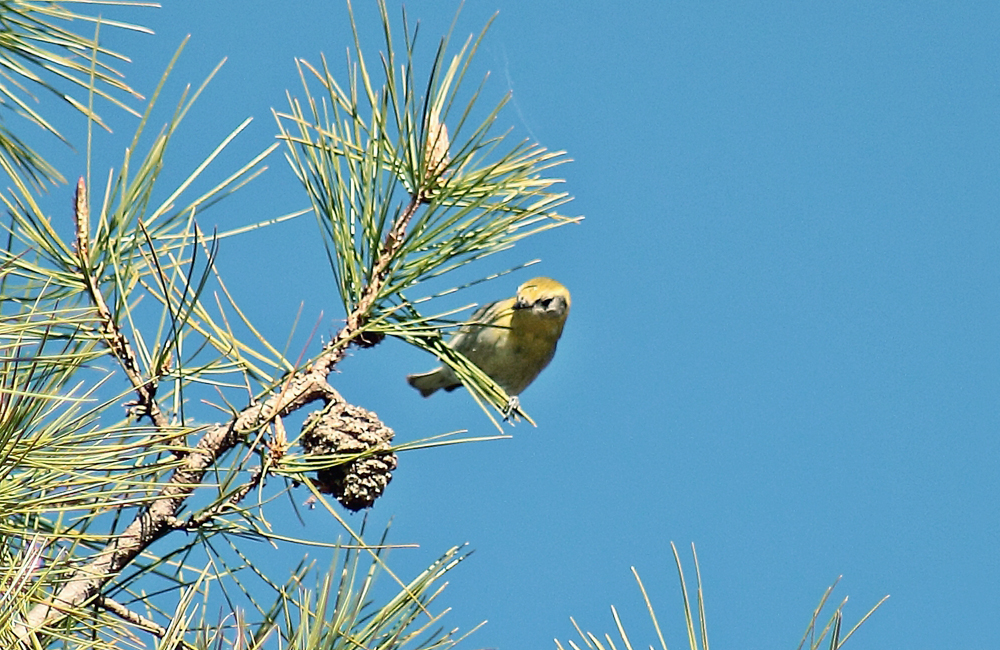
Ветвь с сидящей на ней самкой оливкового певуна

Вечнозелёное однодомное дерево высотой 10—30 м, со стволом диаметром 35—80 см и рыхлой округлой или овальной кроной.
Кора серо-коричневатая, с трещинами, 2—4 см толщиной.
Хвоя собрана в пучки по три-пять штук, длиной 5—10 см, редко до 15 см, ярко-зелёная или желтовато-зелёная, сохраняется на ветвях в течение 3 и более лет.
Шишки яйцевидные, 4—7 см длиной, редко до 8 см, расположены на ножке 1—2 см длиной, сохраняются на ветвях в течение 5 и более лет. Они необычны тем, что созревают около 30—32 месяцев, на год дольше, чем у большинства других сосен.
Семена маленькие, длиной 3 мм с крылом длиной 8 мм, весом 10 мг.

## Значение и применение
В США используется на пиломатериалы, но в силу ограниченности распространения не имеет большого хозяйственного значения. Древесина сосны гладкохвойной прочная, лёгкая, хорошо поддающаяся обработке, схожая по своим характеристикам с древесиной сосны жёлтой.

## Галерея
|                                                                                                   |  |  |  |
| Слева направо: толсторогий баран на скале рядом с сосной гладкохвойной, крона дерева, кора, шишка |  |  |  |